# Gonodes densissima
Gonodes densissima là một loài bướm đêm trong họ Noctuidae.